# Colacovirus
Subgenul Colacovirus  este un subgen de coronavirusuri din genul Alphacoronavirus care include oficial o singură specie numită coronavirusul CDPHE15 al liliecilor (Bat coronavirus CDPHE15),  cu două tulpini virale numite CDPHE15/USA/2006  și coronavirusul Myotis lucifugus (Myl-CoV), care au o identitate nucleotidică de 98,2% în întregul genom.
Ambele tulpini virale au fost identificate la liliacul mic brun (Myotis lucifugus) (familia Vespertilionidae), cunoscut și sub numele de liliacul mic brun nord-american. Prima tulpină, CDPHE15/USA/2006,  a fost identificată în 2006 în statul Colorado, SUA (GenBank ID = KF430219), iar a doua tulpină,  Myotis lucifugus CoV (Myl-CoV), a fost identificată în 2010 în Canada  (GenBank ID = KY799179.1).
Coronavirusul CDPHE15 a fost găsit în intestinele și plămânii liliacului mic brun și este asociat cu o patologie sau inflamație minimă. Coronavirusul CDPHE15 nu este zoonotic, adică nu se transmite la om.